# كورونا رينتاوان
{{صندوق معلومات شخص
| الاسم = كورونا رينتاوان
| تاريخ الولادة = كورونا رينتاوان (مواليد 1 يناير 1975)، هو طبيب إندونيسي الجنسية، متخصص في مجال طب الطوارئ. ويعمل في هذا المجال منذ عام 2003، لقد قاد فريق الاستجابة الطبية التابع للجمعية المحمدية في العديد من الكوارث؛ وكان آخرها جائحة فيروس كورونا إندونيسيا 2019-2020 .

## حياته
ولد الطبيب كورونا في سورابايا ، جاوة الشرقية في تاريخ 1 يناير عام 1975، وهو الطفل الثالث من بين أربعة أشقاء. الطبيب كورونا هو خريج كلية الطب في جامعة براويجايا،  وقد حصل ونال من هناك على درجة متخصص في مجال طب الطوارئ في عام 2018.  انضم إلى الجمعية المحمدية - والمنظمات الطبية التابعة لها في عام 2006، وبداية من عام 2020 وهو يمارس الطب في مستشفى المحمدية في لامونجان ، جاوة الشرقية . 

### طبيب طوارئ
بدأ الطبيب كورونا عمله في مجال طب الطوارئ في عام 2003؛ وكان ذلك عندما تم توظيفه وتشغيله في آتشيه،  وقد عمل أيضًا في تلك المنطقة نفسها بعد ان وقع زلزال وتسونامي المحيط الهندي 2004. 
تم توظيف وتشغيل الطبيب كورونا في الفلبين في عام 2013، كجزء من فريق المساعدة في أعقاب إعصار هايان،  وقد ترأس 'فريق الاستجابة الطبية المحمدية' التابع 'لمركز المحمدية للتعامل مع نتائج الكوارث' (اسم المركز باللغة الإنجليزية : Muhammadiyah Disaster Management Center / اختصاره : MDMC)؛ الذي ارسل للإعانة بعد وقوع زلزال نيبال في أبريل 2015.  خلال أزمة اللاجئين الروهينغيا في عام 2017؛ تم تعيين الطبيب كورونا لقيادة فريق المحمدية المكون من أحد عشر ممارسًا في مجال الطب ("الإعانة المحمدية") إلى مدينة كوكس بازار، التي نفسها كانت منطقة تستقبل مجموعة أكبر من المساعدات والإعانات الإندونيسية للاجئين؛ حيث كان الطبيب كورونا منسق لهذه الإعانات والإمدادات.   وقد واجه فريق الإعانة تفشي مرض الخناق (الديفتيريا) في مخيمات اللاجئين. 

### جائحة فيروس كورونا 2019–2020
عند تفشي مرض فيروس كورونا عام 2019 - 2020 في إندونيسيا؛ شكلت الجمعية المحمدية مركز توجيهي للطوارئ، وقد عينت الطبيب كورونا في منصب الرئيس لهذا المركز؛ حيث خصصت 20 مستشفى في مناطق جاوة وسومطرة من اجل مواجهة التفشي لهذا المرض والتعامل معه، وقد استقبلت دعما من قبل حوالي ما يقارب 30,000 موقع خيري الذي تديره المنظمة بنفسها في جميع انحاء إندونيسيا.   خطط الطبيب كورونا برنامجين للتعامل مع تفشي هذا المرض: البرنامج الأول ينص على محاربة التفشي من خلال زيادة الوعي لعوامل الخطر المحتملة؛ والتي تضمنت نشر الوعي بخصوص الحاجة إلى العزلة الذاتية.  وكان هدف البرنامج الآخر إلى تحفيز الاشخاص الذين قاموا بتجميع كميات هائلة وفوق الحد المعقول من أقنعة الجراحة لنفسهم؛ بالقيام بالتبرع بها للاستعمال من قبل للآخرين. 
في تعليق ادلاه الطبيب كورونا بخصوص التشابه المصادف في الأسماء (بين اسمه الشخصي واسم الفيروس المنتشر : كورونا)، ذكر الطبيب كورونا أن الإلهام من وراء تسميته باسمه الشخصي، نشأ من سيارات تويوتا كورونا؛ التي كانت شائعة التواجد في انحاء دولة إندونيسيا حوالي الوقت الذي ولد فيه. 